# クオピオ (小惑星)
クオピオ (1503 Kuopio) は、小惑星帯（メインベルト）にある小惑星である。
1938年12月15日にフィンランドの天文学者ユルィヨ・バイサラがトゥルクで発見した。
フィンランドの東スオミ州に位置する都市クオピオにちなみ命名された。